# Hidden Treasures
Hidden Treasures er et opsamlingsalbum udgivet af det amerikanske thrash metal-band Megadeth i 1995. Albummet indeholder sange som tidligere var blevet udgivet på soundtracks eller på andre opsamlingsalbum. Tre af sangene er coverversioner.

## Spor
1. "No More Mr. Nice Guy" (Shocker soundtrack) – 3:02
2. "Breakpoint" (Super Mario Bros (filmen) soundtrack) – 3:29
3. "Go to Hell" (Bill & Ted's Bogus Journey soundtrack) – 4:36
4. "Angry Again" (Last Action Hero soundtrack) – 3:47
5. "99 Ways to Die" (The Beavis and Butt-head Experience opsamlingsalbum) – 3:58
6. "Paranoid" (Nativity in Black: A Tribute to Black Sabbath opsamlingsalbum) – 2:32
7. "Diadems" (Tales from the Crypt Presents Demon Knight soundtrack) – 3:55
8. "Problems" (A Tout Le Monde promo) – 3:57